# High-Speed Downlink Packet Access
High-Speed Downlink Packet Access, HSDPA – technika używana w sieciach komórkowych budowanych w standardzie UMTS, umożliwiająca przesyłanie danych z sieci w stronę terminala z teoretyczną przepływnością 21,6 Mbit/s (jest to wartość maksymalna, występująca tylko w niektórych sieciach), nazywana czasami technologią 3,5G. Jako pierwszy usługi na bazie HSDPA zaoferowała swoim abonentom amerykańska firma Cingular Wireless na przełomie roku 2005/2006. W lutym 2008 na świecie było już 174 sieci (w 76 krajach), w których można używać tej technologii.
Często spotyka się także określenie „sieci HSDPA”. Odnosi się ono do sieci komórkowych budowanych w standardzie UMTS, które wspomagają transmisję za pomocą technologii HSDPA.

## HSDPA jako element ewolucji sieci komórkowych
Sieci komórkowe drugiej generacji były budowane przede wszystkim pod kątem sprawnej obsługi połączeń głosowych. Przesyłanie danych zostało w nich na początku wprowadzone na bazie komutacji łączy i było przeprowadzane za pomocą tej samej infrastruktury która była wykorzystywana do przesyłania głosu. Później dodano również możliwość komutacji pakietów, a maksymalna osiągana w ten sposób przepływność dochodziła do około 250 kbit/s (technologia EDGE użyta w sieciach GSM).
Projektując sieci komórkowe trzeciej generacji skupiono się przede wszystkim na usprawnieniu przysyłania danych. Obecnie najpopularniejszym systemem 3G jest standard UMTS.
Wprowadzony w nim interfejs WCDMA (opisany przez specyfikacje 3GPP w wersjach R99) umożliwiał transfer danych do abonenta z maksymalną szybkością około 384 kbit/s. W specyfikacjach 3GPP w wersji R5 zaproponowano nową technologię transmisji sygnału do abonenta – HSDPA, która umożliwiała maksymalną szybkość transmisji 14.4 Mbit/s. Dzięki jej zastosowaniu operatorzy będą mogli znacznie polepszyć transfer danych przesyłanych do abonenta i odporność na warunki transmisji oraz zoptymalizować użycie sieci radiowej (posiadane częstotliwości będą mogły posłużyć do jednoczesnej obsługi większej ilości abonentów).

## Szczegóły techniczne

### Klasyczny interfejs WCDMA
W większości systemów UMTS, sieć radiowa bazuje na technologii WCDMA zaproponowanej w specyfikacjach 3GPP przedstawionych w rewizji R99. Transfer danych odbywa się we wspólnym kanale transmisyjnym o szerokości 5 MHz. Transmisja do poszczególnych terminali rozpraszana jest na całe spektrum (5MHz) dzięki specjalnym kodom pseudolosowym, dodatkowo wszystkim terminalom, do których w tym kanale przesyłane są dane, przyporządkowane są ortogonalne (czyli nieskorelowane względem siebie) ciągi (kody), które służą do przetwarzania sygnału (wysyłanego przez stację bazową, odbieranego przez terminal). Gdy trafi on do wspólnego kanału transmisyjnego, odbiorca znając użyty kod może wyodrębnić przetworzoną za jego pomocą transmisję przeznaczoną tylko dla niego.
Terminale, które otrzymują dane ze wspólnego kanału transmisyjnego znajdują się w różnych odległościach od stacji bazowych i w miejscach, w których są różne warunki propagacji sygnału. Stacja bazowa (Node B) nadaje sygnał we wspólnym kanale z pewną mocą. Moc ta rozdzielana jest na transmisje (do poszczególnych terminali), które składają się na ten sygnał. Gdyby była ona rozdzielana po równo, terminale znajdujące się blisko stacji bazowej otrzymywałyby swoją transmisję wzmocnioną (często bardziej niż to jest potrzebne), a te, które są oddalone, otrzymywałyby swoją transmisję osłabioną. Aby lepiej wykorzystać zasoby radiowe, stosuje się tzw. „mechanizm kontroli mocy”. Terminale 1500 razy na sekundę przesyłają do sieci radiowej informacje o sile i jakości sygnału odbieranego ze stacji bazowej, a na tej podstawie dobierana jest moc transmisji jaka proporcjonalnie zostanie przyznana dla konkretnej transmisji we wspólnym kanale.

### HSDPA na tle istniejących sieci WCDMA
Technologia HSDPA może być wdrażana w sieciach UMTS na bazie istniejącego interfejsu WCDMA.
Nie trzeba dokonywać zmian w elementach sieci szkieletowej służącej do komutacji pakietów (choć może zaistnieć konieczność jej przeskalowania, ze względu na zwiększony transfer danych), a jedynie w sieci radiowej.
Wprowadzenie HSDPA wiąże się głównie ze zmodernizowaniem oprogramowania w stacjach bazowych i ich kontrolerach. Wykorzystane są używane wcześniej
częstotliwości (w większości przypadków 2100 MHz, w USA 850 i 1900 MHz). Poniżej znajduje się lista najważniejszych zmian w stosunku do standardowego interfejsu WCDMA:
- Wprowadzono nowy kanał transportowy HS-DSCH (High Speed Downlink Shared Channel), w którym następuje lepszy podział zasobów radiowych niż w standardowej technologii WCDMA. Na przykład kody ortogonalne używane do wyodrębniania poszczególnych transmisji ze wspólnego kanału transmisyjnego były we wcześniejszym systemie przyznawane terminalom na czas transmisji. W kanale HS-DSCH są one we wspólnej puli kodów, z której są dynamicznie przydzielane w czasie transmisji. W zależności od zmiennych warunków propagacji liczba kodów (a w związku z tym, proporcjonalna część wspólnego kanału transmisyjnego) przydzielona jednemu terminalowi może się zmieniać.
- W standardowej technologii WCDMA używa się modulacji QPSK. W HSDPA oprócz tej modulacji, używa się także 16QAM, która jest bardziej wrażliwa na warunki propagacji sygnału, ale pozwala osiągnąć lepszy transfer danych.
- Zmniejszono tzw. Transmition Time Interval (TTI), czyli okres, w którym przesyłana jest ramka danych. W systemach opartych na specyfikacjach w wersji R99 czas ten zdefiniowany był jako 10, 20 lub 40 ms. W specyfikacji HSDPA są to 2 ms. Na ten czas przyznawane są kody ortogonalne do wyodrębniania transmisji ze wspólnego kanału. Dzięki skróceniu TTI system może sprawniej reagować na zmieniające się warunki propagacji sygnału.
- Zamiast opisanego w rozdziale powyżej mechanizmu kontroli mocy, dla zmiennych warunków propagacji sygnału dostosowuje się szybkość transmisji (przy stałej mocy przeznaczonej na danej transmisji). Okazuje się, że takie podejście jest lepsze jeśli chodzi o użycie zasobów radiowych.
- Zastosowano specjalne algorytmy, które umożliwiają przyznawanie zasobów radiowych poszczególnym terminalom (czas na transmisję, liczbę kodów ortogonalnych służących do wyodrębnienia poszczególnych transmisji ze wspólnego kanału) na bazie informacji o warunkach propagacji, obciążenia w danej komórce (ang. cell), czy priorytetów poszczególnych transmisji (głos, wymiana danych związana z interakcją, ściąganie plików). Takie podejście zapewnia lepszą wydajność sieci radiowej.
- Gdy terminal otrzymuje dane ze stacji bazowej, może zażądać ich retransmisji, jeśli odkryje że jakaś porcja danych nie została odebrana. W standardowych systemach WCDMA takie żądanie przesyłane było poprzez stację bazową do jej sterownika (Radio Network Controller), który kontroluje zazwyczaj kilkaset stacji. Następowała wtedy próba retransmisji. W HSDPA ta funkcjonalność została przeniesiona do stacji bazowej, co zmniejsza opóźnienia związane z retransmisją.

### Terminale
Terminale, które mogą być użyte do odbierania transmisji w technologii HSDPA, są dzielone ze względu na kategorie zdefiniowane na podstawie możliwość wykorzystania zasobów sieciowych.
| Kategoria | Maksymalna liczba kodów użytych w kanale transportowym | Maksymalna przepływność Mbit/s | Modulacje QPSK/16QAM |
| --------- | ------------------------------------------------------ | ------------------------------ | -------------------- |
| 1         | 5                                                      | 1.2                            | Obie                 |
| 2         | 5                                                      | 1.2                            | Obie                 |
| 3         | 5                                                      | 1.8                            | Obie                 |
| 4         | 5                                                      | 1.8                            | Obie                 |
| 5         | 5                                                      | 3.6                            | Obie                 |
| 6         | 5                                                      | 3.6                            | Obie                 |
| 7         | 10                                                     | 7.2                            | Obie                 |
| 8         | 10                                                     | 7.2                            | Obie                 |
| 9         | 15                                                     | 10.2                           | Obie                 |
| 10        | 15                                                     | 14.4                           | Obie                 |
| 11        | 5                                                      | 0.9                            | QPSK                 |
| 12        | 5                                                      | 1.8                            | QPSK                 |
Pierwsze terminale HSDPA należały do kategorii 12. Obecnie wprowadzone są do użytku terminale należące do kategorii 6 (umożliwiające transfer do 3,6 Mbit/s) i 8 (7,2 Mbit/s).